# Salvagnac-Cajarc
Salvagnac-Cajarc ist eine südfranzösische Gemeinde mit 361 Einwohnern (Stand 1. Januar 2022) im Département Aveyron in der Region Okzitanien. Die Gemeinde liegt im Tal des Lot und ist Teil des Regionalen Naturparks Causses du Quercy.

## Lage
Salvagnac-Cajarc ist die westlichste Gemeinde des Départements Aveyton. Sie liegt in einer Höhe von etwa 180 Metern ü. d. M. am südwestlichen Rand des Zentralmassives auf dem Südufer des Lot. Die nächste Stadt ist das etwa 26 Kilometer (Fahrtstrecke) nordöstlich gelegene Figeac; die Stadt Cahors befindet sich etwa 50 Kilometer westlich.

## Bevölkerungsentwicklung
| Jahr      | 1962 | 1968 | 1975 | 1982 | 1990 | 1999 | 2006 | 2016 |
| Einwohner | 266  | 257  | 270  | 317  | 345  | 353  | 405  | 381  |

Im 19. Jahrhundert hatte der Ort meist zwischen 1000 und 1400 Einwohner. Infolge der Reblauskrise im Weinbau und der Mechanisierung der Landwirtschaft ging die Einwohnerzahl in der ersten Hälfte des 20. Jahrhunderts kontinuierlich bis auf die Tiefststände in den 1950er und 1960er Jahren zurück.

## Wirtschaft
Im Haut-Quercy wurde die Landwirtschaft in erster Linie zur Selbstversorgung betrieben, zu der bis ins 19. Jahrhundert hinein auch der Weinbau gehörte, der aber nach der Reblauskrise nahezu gänzlich aufgegeben wurde. Heute spielt – neben Landwirtschaft, Kleinhandel und Handwerk – der Tourismus in Form der Vermietung von Ferienwohnungen (gîtes) eine wichtige Rolle im Wirtschaftsleben der Gemeinde.

## Sehenswürdigkeiten

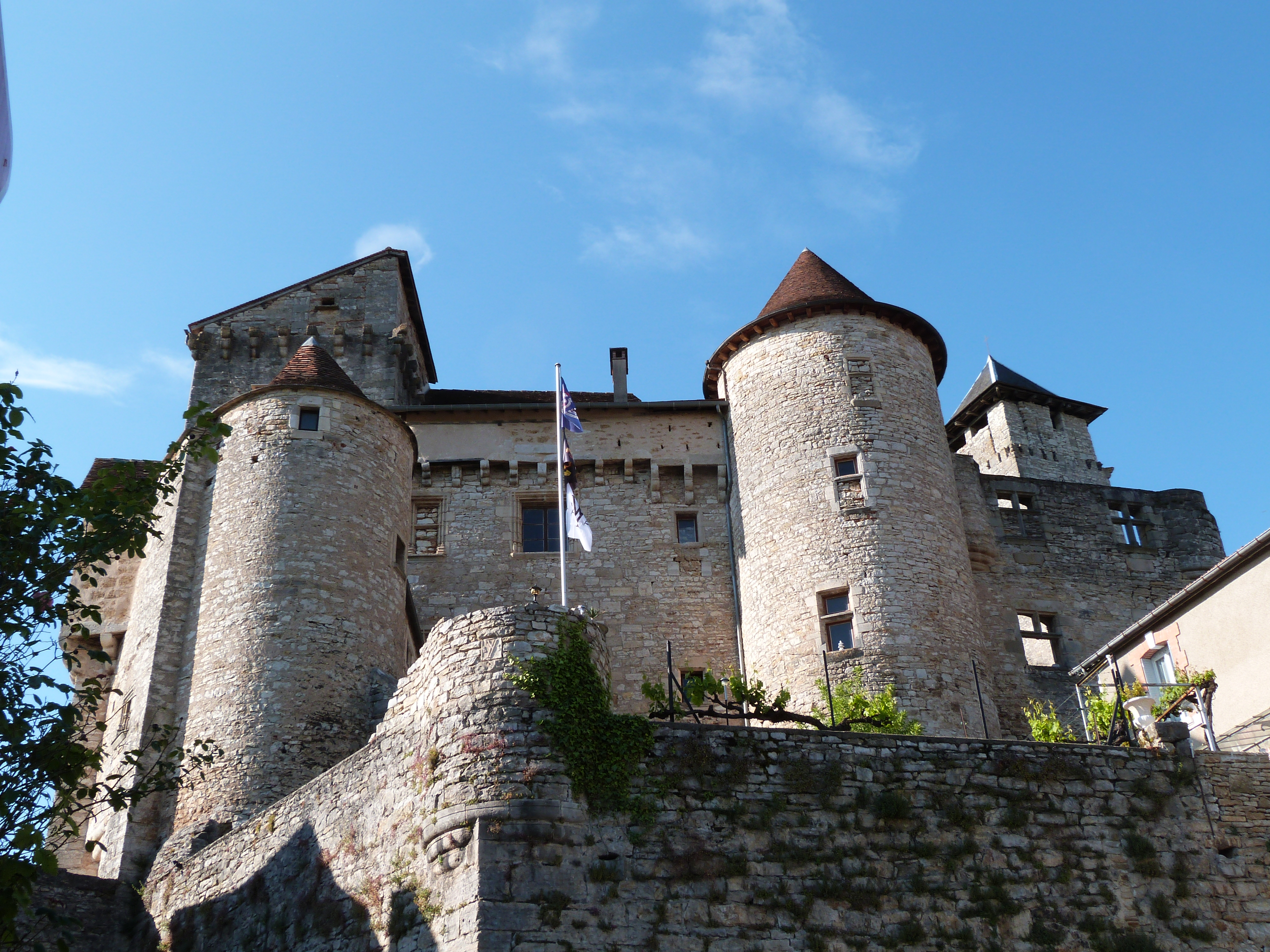
Château

Der an der höchsten Stelle der Burg befindliche Bergfried ist der älteste Bauteil der Burg und stammt aus dem 13. Jahrhundert. Der Turm schließt ab in einer – heute überdachten – Wach- und Wehrplattform mit breiten Sichtöffnungen. Ansonsten bilden ein quadratischer und drei runde Ecktürme aus dem 15./16. Jahrhundert mit den dazwischen gespannten Wohnflügeln ein Hofgeviert, welches im Nordosten an die ehemalige Burgkapelle und heutige Pfarrkirche angrenzt. Einige Fenster haben steinerne Fensterkreuze. Der Baukomplex befindet sich in Privatbesitz; er wurde 1994 als Monument historique eingestuft.